# Luigi Maria Giachino
Luigi Maria Giachino war ein italienischer Filmregisseur und Drehbuchautor.
Giachino trat zunächst als Editor von Dokumentarfilmen sowie eines Filmes von Carlo Campogalliani in Erscheinung. Zwischen 1948 und 1956 inszenierte er drei Filme nach eigenen Drehbüchern, die wenig Eindruck hinterließen. Er war auch Autor einiger Dokumentationen.
Der in einigen Referenzwerken angegebene Geburtsort La Morra kann nicht bestätigt werden; es handelt sich wohl um einen Namensvetter.

## Filmografie (Auswahl)
- 1948: L'ultima cena
- 1956: Per le vie della città